# 미스미역
미스미역(일본어: 三角駅)은 일본 구마모토현 우키시에 위치한 규슈 여객철도 미스미 선의 철도역이자 종착역이다. 단선 승강장 1면 1선의 구조를 갖춘 지상역이다.

## 이용 현황
| 승차 인원 추이 | 승차 인원 추이 |
| 연도           | 1일 평균       |
| -------------- | -------------- |
| 2005           | 911            |
| 2006           | 934            |
| 2007           | 891            |
| 2008           | 865            |
| 2009           | 846            |

## 역 주변
- 미스미 항
- 우키 시청 미스미 지소
- 덴몬 교

## 역사
- 1899년 12월 25일 : 규슈 철도(초대)에 의해 초대역이 개설.
- 1903년 9월 5일 : 아마쿠사시마바라 방면 근거리 항로의 항구가 정비개설되었기 때문에 현 지점으로 역 이전.
- 1907년 7월 1일 : 규슈 철도(초대)가 국유화되어, 일본국유철도의 역이 됨.
- 1987년 4월 1일 : 일본국유철도 분할 민영화에 의해, 규슈 여객철도가 승계.

## 인접 역
| 규슈 여객철도 미스미 선 | 규슈 여객철도 미스미 선 | 규슈 여객철도 미스미 선 |
| ----------------------- | ----------------------- | ----------------------- |
| 하타우라 우토 방면      | ■ 미스미 선             | 시·종착역               |